# Жеребцов, Иван Кузьмич
Иван Кузьмич Жеребцов (1917-1995) — капитан Советской Армии, участник Великой Отечественной войны, Герой Советского Союза (1945).

## Биография
Иван Жеребцов родился 22 декабря 1917 года в городе Орехово-Зуево (ныне — Московская область). Получил среднее образование, после чего работал слесарем на ТЭЦ. В 1938—1940 годах проходил службу в Рабоче-крестьянской Красной Армии. В июле 1941 года Жеребцов повторно был призван в армию. Окончил курсы младших политруков. К началу 1944 года старший лейтенант Иван Жеребцов командовал 183-й отдельной разведротой 156-й стрелковой дивизии 43-й армии 1-го Прибалтийского фронта.
В период с 1 января по 24 сентября 1944 года рота Жеребцова провела ряд разведывательных операций, в которых захватила 18 вражеских солдат и офицеров. В ночь с 12 на 13 сентября 1944 года Жеребцов во главе разведгруппы переправился через реку Лиелупе в районе населённого пункта Пазоли Елгавского района Латвийской ССР. Обойдя с тыла гарнизон численностью в 40 солдат и офицеров, группа разгромила его, взорвав блиндаж и взяв в плен 6 солдат, а затем успешно вернулась. Во время той операции группа не имела потерь.
Указом Президиума Верховного Совета СССР от 24 марта 1945 года старший лейтенант Иван Жеребцов был удостоен высокого звания Героя Советского Союза с вручением ордена Ленина и медали «Золотая Звезда».
В 1946 году в звании капитана Жеребцов был уволен в запас. Проживал в Москве, до выхода на пенсию работал в одном из научно-исследовательских институтов. Умер 24 декабря 1995 года. Похоронен на Николо-Архангельском кладбище в Москве.
Был также награждён орденами Красного Знамени, Отечественной войны 1-й и 2-й степеней, Красной Звезды, рядом медалей.